# Глубокая Долина (Ровненская область)
Глубокая Долина (укр. Глибока Долина) — село в Демидовской поселковой общине Дубенского района Ровненской области Украины.
До 2020 года входило в Демидовский район.
Население по переписи 2001 года составляло 314 человек. Почтовый индекс — 35223. Телефонный код — 3637. Код КОАТУУ — 5621482503.